# Katrine Veje
Katrine Veje, née le 19 juin 1991 à Fredericia, est une joueuse de football internationale danoise, qui évolue au poste de milieu de terrain pour l'AS Rome.
En 2017, elle s'engage pour le Montpellier HSC, en France, en Division 1 féminine, elle joue également en équipe du Danemark.En décembre 2018 son contrat la liant au club pailladin est résilié. Elle a auparavant joué pour LdB FC Malmö en Suède, pour le Seattle Reign FC aux États-Unis, ainsi que pour Odense et Brøndby IF au Danemark.

## Carrière en club
En 2007, Veje reçoit le titre de meilleure jeune joueuse de l'année décerné par la Fédération danoise de football.
De 2007 à 2011, elle joue pour Odense BK, puis pour Malmö en Suède (rebaptisé FC Rosengård en 2013), et Brøndby IF au Danemark.
En janvier 2015, Veje signe au Reign FC de Seattle, qui participe à la troisième édition de la National Women's Soccer League aux États-Unis. Elle a fait sa première apparition à Seattle le 12 juillet, contre Portland.
En octobre 2015, Veje décide de revenir en Europe, au Brøndby IF. Elle y remporte le championnat et la coupe du Danemark en 2017.
En juin 2017, Veje signe un contrat de deux ans avec le dernier vice-champion de la Division 1 féminine, le Montpellier HSC. Elle quitte le club d'un commun accord le 28 décembre 2018.
Le 2 janvier 2019, Veje signe avec Arsenal avec qui elle remporte la Women's Super League dès sa 1re saison.
Le 11 juin 2020, elle officialise sur son compte Instagram son départ d'Arsenal. Le 12 juin, le FC Rosengård annonce son retour au club, 7 ans après son départ.

## Carrière internationale
Veje débute en équipe nationale du Danemark en 2009, lors d'un match amical contre l'Angleterre. Elle participe aux championnats d'Europe de 2009, 2013 et 2017. La sélection atteint les demi-finales en 2013 et la finale en 2017. 
En juillet 2017, à 26 ans, Veje honore sa 100e cape en équipe nationale.

## Palmarès
LdB FC Malmö
- Damallsvenskan : 2011, 2013
- Supercoupe de Suède : 2011, 2012

Seattle Reign FC
- NWSL Shield : 2015

Brøndby IF
- Elitedivisionen : 2015, 2017
- Coupe du Danemark : 2015, 2017

Arsenal
- Women's Super League : 2018-19